# Wadsworth (Illinois)
Pour les articles homonymes, voir Wadsworth.
Wadsworth est un village du comté de Lake dans l'Illinois, aux États-Unis.

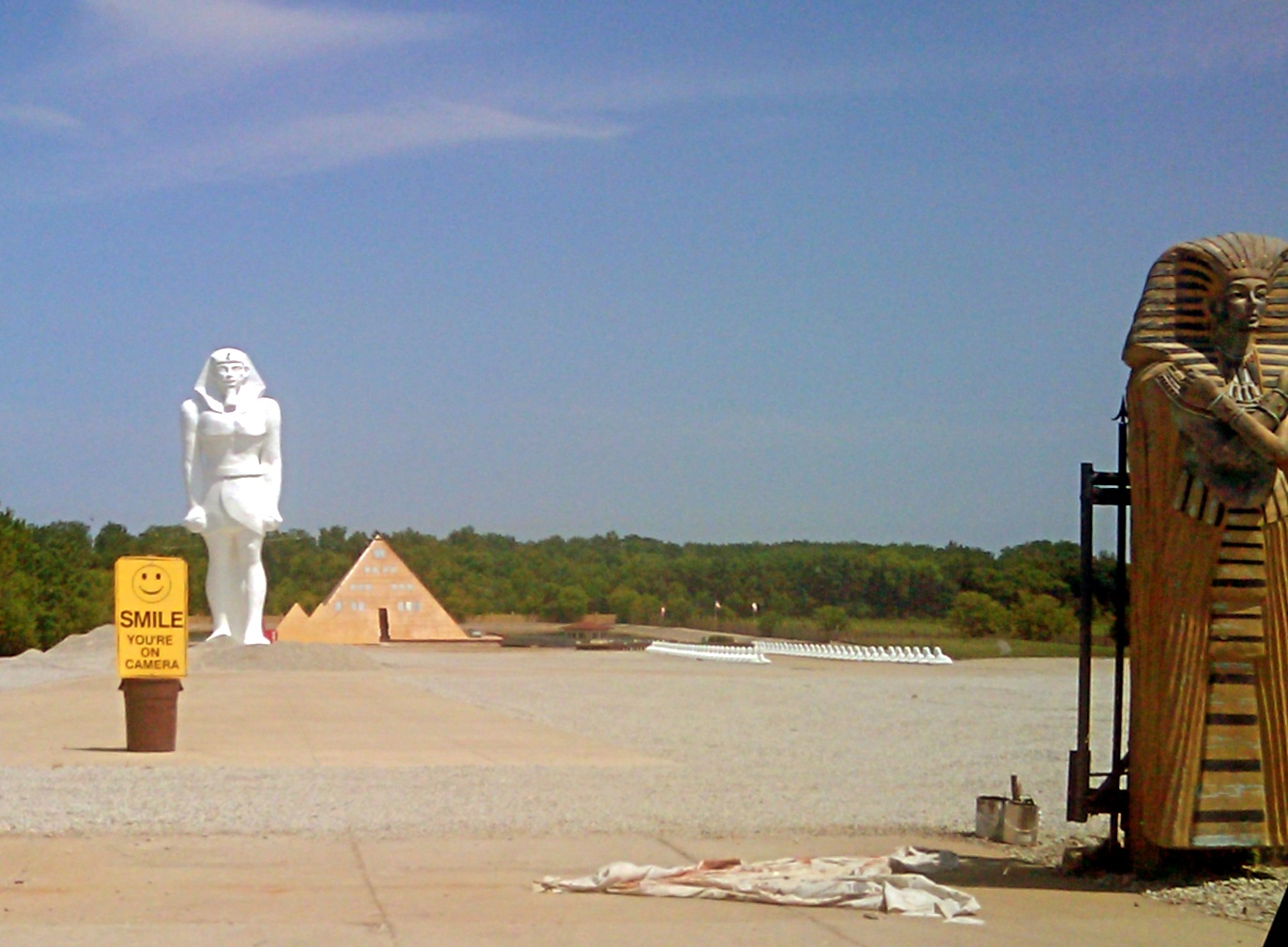
La maison pyramidale et les statues vues de derrière les murs